# ナイロン

ナイロン6とナイロン6,6の分子構造

ナイロン（nylon）は、ポリアミド合成樹脂の種類である。当初は主に繊維として使われた。世界初の合成繊維のナイロン6,6（6,6-ナイロンなどとも）が含まれる。

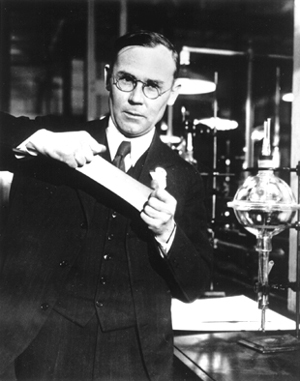
ウォーレス・カロザース

1935年、アメリカ合衆国のデュポン社のウォーレス・カロザースが合成に成功した。ナイロンは本来、インビスタ社（旧デュポン・テキスタイル・アンド・インテリア社）の商品名だが、現在ではポリアミド系繊維（単量体がアミド結合（-CO-NH-）により次々に縮合した高分子）の総称として定着している。
種類としては、ナイロン6、ナイロン6,6、ナイロン4,6などがある。これらの数字は、合成原料の炭素原子の数に由来する。
構造（右図）は、
- ナイロン6：{\displaystyle {\ce {{CO\ -(CH2)5\ -NH}n}}}
- ナイロン6,6：{\displaystyle {\ce {{CO\ -(CH2)4\ -CO\ -NH\ -(CH2)6\ -NH}n}}}

## 語源
ナイロン（nylon）の名称は、「伝線（run）しないストッキング用の繊維」を意図した「norun」に由来する。また暗にnil（虚無）の意を込めてこの繊維をNylonと命名した、と『ナイロンの発見』には書かれている。

## 歴史

### 合成法、製造法の歴史
ウォーレス・カロザースが合成したナイロン6,6は、アジピン酸とヘキサメチレンジアミンを重合して作られる。一方、1941年に日本で東洋レーヨン（現・東レ）の星野孝平らにより合成されたナイロン6（合成当時の名はアミラン）はε-カプロラクタムを開環重合して作られる。1960年代にはデュポン社により、ニッケル触媒を利用した1,3-ブタジエンのヒドロシアノ化によるナイロン6,6の合成法が開発された。ほかにプロピレンをアンモ酸化したアクリロニトリルを原料に、モンサント社（現：バイエル）が開発した電解ヒドロ二量化法により中間体のアジポニトリルを合成する方法もあり、ベンゼン・ブタジエン・プロピレンの価格動向や電力価格により優劣が変動する。
一般的にはナイロン6,6は絹、ナイロン6は木綿に近い肌触りとされている。

### ナイロン繊維の利用法、ナイロン製品の販売の歴史

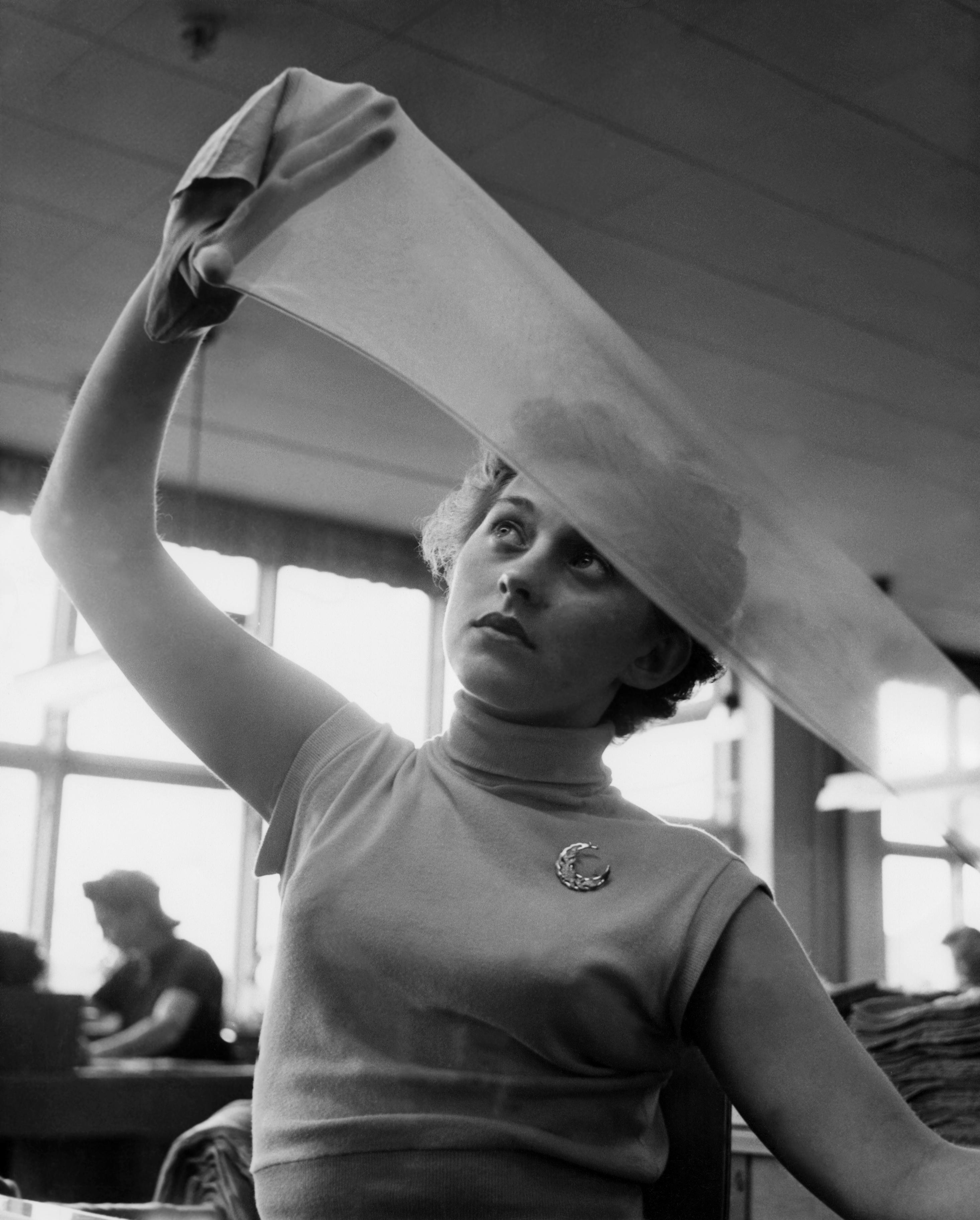
ナイロンストッキング工場での検品作業（1954年、スウェーデン）

1936年にアメリカのデュポン社のウォーレス・カロザースが合成に成功し、1939年にデュポン社はナイロン繊維の工業生産（大量生産）を開始した。当初は歯ブラシのいわゆる「毛」の部分などに使い商品化していたが、次に同社はナイロンの用途として、それまで主に絹で作られていた薄手のストッキングに着目、まずは女性たちの反応を調べるために、1939年10月24日にデラウェア州ウィルミントンでナイロンストッキング4,000着を販売してみたところ、わずか3時間で完売。これを踏まえて、1940年5月15日に全米でナイロンストッキングを発売（これは大センセーションとなり、この日は「N-DAY」と人々に記憶されることになり）、発売1年で6400万着も売れた。だが、第二次世界大戦が始まっており、各国政府は次第に軍需を優先するようになり、ナイロンはパラシュートの傘やコードの部分に使われるようになっていった。
なお、ナイロンストッキング発売当時のキャッチフレーズは「石炭と水と空気から作られ、鋼鉄よりも強く、クモの糸より細い」というものだった。

## 用途
ストッキングや水着、合羽やウインドブレーカー、スキーウェアなど冬用スポーツウェア、傘。その他、クラシックギターの弦、釣り糸などに用いられている。

## 強度にまつわる事件
なおナイロンは登場当初、その強度が盲信され、1950年代から1970年代ころまでクライミングロープとしても多用されたが、実際の鋭い岩肌にすれる環境下での強度テストは行われておらず、登山の現場では突然あっけなく切れて登山者が墜落する事故（死亡事故）が何度も発生した。

## 他
（昨今では、自然環境中で分解されないマイクロプラスチック類の海洋生物への悪影響が深刻化していることが次第に認識されるようになってきて、国際機関や各国政府が対策を進めるようになってきており）ナイロンも生分解性はほとんど無いため、モノマーに分解する酵素（ナイロン加水分解酵素）の研究が進められている。